# ピョートル・レベデフ

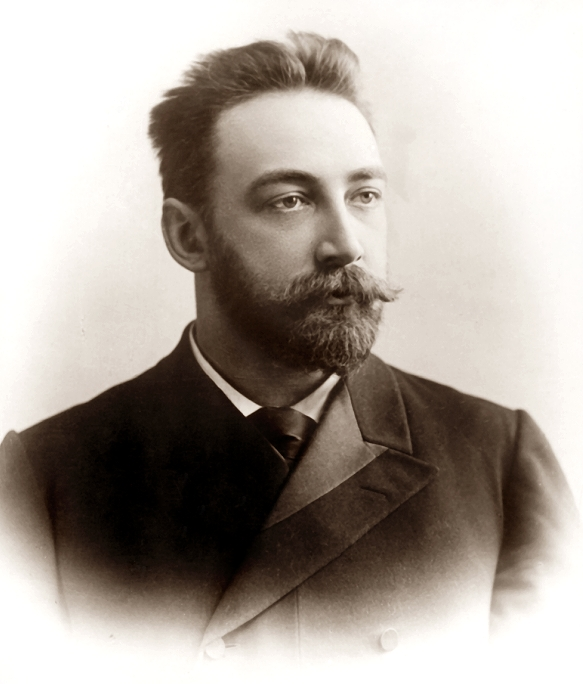
ピョートル・ニコラエヴィチ・レベデフ (1866-1912)

ピョートル・ニコラエヴィチ・レベデフ（ロシア語: Пётр Николаевич Лебедев、ドイツ語: Peter Nikolaewitsch Lebedew、1866年3月8日 モスクワ - 1912年3月14日 モスクワ）はロシアの物理学者である。

## 生涯と主な業績
ピョートル・レベデフはモスクワに生まれ、帝国サンクトペテルブルク技術研究所（後のサンクトペテルブルク国立工業大学）に学んでいる。1887–1891年、シュトラスブルク大学のアウグスト・クントの下の博士課程で学んでいる。
1891年から、モスクワ大学に勤務。1899年、電磁放射の放射圧を測ることに成功して、翌年パリで行われた物理学会で発表した。これは電磁場に関するマクスウェルの方程式の論理を初めて実証したものであった。
1901年にはモスクワ大学の教授に就任したが、1911年にあまりに政治的な圧力があるために辞職している。同年ストックホルム大学に招かれたが断り、翌年亡くなっている。

## その他
モスクワのレベデフ物理学研究所は彼の名を冠している。